# Gerhard Ertl
Gerhard Ertl (Stoccarda, 10 ottobre 1936) è un fisico tedesco.
Il 10 ottobre 2007 è stato insignito del premio Nobel per la chimica.

## Istruzione
Tra il 1955 e il 1957 ha studiato all'Università di Stoccarda poi all'Università di Parigi (1957-1958) e infine all'Università Ludwig Maximilian di Monaco di Baviera (1958-1959). Ha terminato il suo corso di laurea in fisica all'Università di Stoccarda nel 1961, seguito per la tesi da Heinz Gerischer, che continuò poi a frequentare alla Università tecnica di Monaco dove ha terminato il dottorato nel 1965.

## Carriera accademica
Dopo aver completato il dottorato è diventato assistente all'Università tecnica di Monaco dal 1965 fino al 1968. Tra il 1968 e il 1973 è stato professore e direttore dell'Università di Hannover. In seguito, (1973-1986), è diventato professore di chimica fisica all'Università Ludwig Maximilian di Monaco. Tra gli anni settanta e gli anni ottanta è stato professore in visita presso il California Institute of Technology, l'Università del Wisconsin di Milwaukee e l'Università della California di Berkeley.
Nel 1986 è diventato professore all'Università libera di Berlino e all'Università tecnica di Berlino. È stato direttore del Fritz Haber Institute dell'Istituto Max Planck  tra il 1986 e il 2004, anno del suo ritiro. Nel 1996 era diventato professore presso l'Università Humboldt di Berlino.
Il 20 febbraio 2010 è stato nominato membro ordinario della Pontificia Accademia delle Scienze.

## Ricerche
Gerhard Ertl è noto per aver individuato i meccanismi a livello molecolare della sintesi catalitica dell'ammoniaca su ferro (Processo Haber-Bosch) e dell'ossidazione catalitica del monossido di carbonio su palladio. Durante le sue ricerche ha inoltre scoperto l'importante fenomeno delle reazioni oscillanti sulle superfici di platino, ed è stato anche il primo ad ottenere, mediante un microscopio fotoelettronico, una immagine delle oscillazioni nei cambi nella struttura superficiale del platino, documentando che esse avvengono durante la reazione.
Egli utilizzò all'inizio della sua carriera la tecnica diffrazione elettronica a bassa energia (LEED), in seguito utilizzò la spettroscopia fotoelettronica ultravioletta (UPS) e il microscopio ad effetto tunnel (STM).
Nel 1998 ha vinto il premio Wolf con Gabor Somorjai all'Università della California a Berkeley per i suoi contributi straordinari nel campo della scienza delle superfici, in generale per aver spiegato i fondamenti della catalisi eterogenea e di quella a singolo cristallo in particolare.
Gerhard Ertl ha vinto il premio Nobel per la chimica nel 2007 per i suoi studi sui processi chimici sulle superfici solide. Il premio vinto ammonta a 10 milioni di corone svedesi.

## Pubblicazioni
Gerhard Ertl è uno degli scrittori del Handbook of Heterogeneous Catalysis.

## Vita personale
Ertl e sua moglie Barbara hanno due figli e diversi nipoti. I suoi hobby includono il pianoforte e i gatti.